# Abraham Bosschaert
Abraham Bosschaert (Middelburg, 1612 - Utrecht, 4 d'abril de 1643) fou un pintor neerlandès, membre de la família de pintors Bosschaert, tots dedicats a natures mortes de flors.

## Biografia
Va ser un dels tres fills d'Ambrosius Bosschaert el Vell, que va pintar flors en un estil similar. Els seus germans Ambrosius i Johannes també es van convertir en pintors de flors. Igual que el seu pare i els seus germans, va signar les seves obres amb un monograma: AB. El 1637 es va traslladar a Amsterdam, però per 1643 havia tornat a Utrecht, on va ser enterrat el 4 d'abril de 1643.

## Galeria
- Lloro mirant un petit llangardaix
- Flors en un gerro de vidre